# Los elegidos (álbum)
Los elegidos es el tercer trabajo discográfico del Binomio de Oro grabado por Codiscos en 1978 y publicado el 14 de abril de 1978, que tuvo éxitos como Campana,  A Barranquilla, Te lo dije mujer, Despedida de verano, Las morochitas, El sabroso, Amor profundo y Relicario de besos, que fue el éxito de Venezuela.

## Arreglos musicales
Este álbum contó con los arreglos de Darío Valenzuela y Enrique Aguilar.

## Canciones
1. Campana (Tomás Darío Gutiérrez) 4:30
2. Las morochitas (Alberto Murgas) 3:06
3. Relicario de besos (Fernando Meneses Romero) 4:14
4. Que más te doy (Camilo Namén) 3:34
5. Te lo dije mujer (Israel Romero) 4:27
6. Despedida de verano (Rosendo Romero) 3:20
7. El sabroso (Alfonso Cotes) 4:14
8. Amor profundo (Euclides Gómez) 4:06
9. Las mujeres cambian (Luis Castilla) 4:56
10. A Barranquilla (Julio César Oñate) 2:42

## Filmografía
Algunos temas del álbum Los elegidos fueron parte de la banda sonora de la serie biográfica sobre Rafael Orozco, Rafael Orozco, el ídolo, y fueron interpretados por el actor protagonista y exvocalista del Binomio de Oro, Alejandro Palacio.